# Usina Elevatória de Traição
A Usina Elevatória de Traição ou Usina de Traição, construída sobre o Rio Pinheiros e localizada perto da Ponte Engenheiro Ary Torres, foi inaugurada em 1940 para aumentar a capacidade de geração de eletricidade da Usina Hidrelétrica Henry Borden, localizado no sopé da Serra do Mar, em Cubatão. A usina, mantida pela Empresa Metropolitana de Águas e Energia (EMAE).
O objetivo da usina era acabar com as inundações, canalizar as águas e direcioná-las para a Represa Billings, invertendo o sentido das águas dos rios Tietê e Pinheiros, para serem encaminhadas à Usina Elevatória de Pedreira, construída em 1939. Atualmente a usina serve no controle de enchentes.
A usina faz parte de um extenso projeto de alteração hidrográfica, sendo diretamente responsável por reverter o curso do Rio Pinheiros, que passa de afluente do Tietê para um canal que conduz água para a represa Billings, de acordo com seu estado de funcionamento.
O nome vem por estar localizada próxima a um córrego de mesmo nome, Traição, à época de sua construção.